# Cantone di Suippes
Il Cantone di Suippes era una divisione amministrativa dell'arrondissement di Châlons-en-Champagne.
È stato soppresso a seguito della riforma complessiva dei cantoni del 2014, che è entrata in vigore con le elezioni dipartimentali del 2015.
Comprendeva i comuni di:
- Billy-le-Grand
- Bouy
- Bussy-le-Château
- La Cheppe
- Cuperly
- Dampierre-au-Temple
- Jonchery-sur-Suippe
- Livry-Louvercy
- Mourmelon-le-Grand
- Mourmelon-le-Petit
- Sainte-Marie-à-Py
- Saint-Hilaire-au-Temple
- Saint-Hilaire-le-Grand
- Somme-Suippe
- Souain-Perthes-lès-Hurlus
- Suippes
- Vadenay
- Vaudemange